# Četvrta industrijska revolucija
Četvrta industrijska revolucija, 4IR ili Industrija 4.0, konceptualizuje brze promene tehnologije, industrija i društvenih obrazaca i procesa u 21. veku zbog sve veće međusobne povezanosti i pametne automatizacije. Pojam je popularizovao Klaus Švab, osnivač i izvršni predsednik Svetskog ekonomskog foruma, 2015. godine, i od tada se koristi u brojnim ekonomskim, političkim i naučnim člancima u vezi sa trenutnom eru nastajuće visoke tehnologije. Švab tvrdi da su promene koje se vide više od samo unapređenja efikasnosti, već izražavaju značajan pomak u industrijskom kapitalizmu.
Deo ove faze industrijske promene predstavlja povezivanje tehnologija poput veštačke inteligencije, uređivanja gena i napredne robotike, koje zamagljuju granice između fizičkog, digitalnog i biološkog sveta.
Tokom ovog procesa, fundamentalne promene se odvijaju u načinu funkcionisanja globalne proizvodne i snabdevačke mreže putem kontinuirane automatizacije tradicionalnih proizvodnih i industrijskih praksi, korišćenjem moderne pametne tehnologije, komunikacije između mašina (M2M) i interneta stvari (IoT). Ova integracija rezultira povećanom automatizacijom, poboljšanom komunikacijom i samopraćenjem, kao i upotrebom pametnih mašina koje mogu analizirati i dijagnostikovati probleme bez potrebe za ljudskim intervencijama.
Takođe, predstavlja socijalni, politički i ekonomski pomak od digitalnog doba kasnih 1990-ih i ranih 2000-ih ka dobu ugrađene povezanosti koje se odlikuje sveprisutnom upotrebom tehnologije u društvu (npr. metavers), menjajući načine na koje ljudi doživljavaju i poznaju svet oko sebe. Tvrdi se da smo stvorili i ulazimo u unapređenu socijalnu stvarnost u poređenju sa samo prirodnim čulima i industrijskim sposobnostima ljudi.
Očekuje se da će Četvrta industrijska revolucija biti praćena Petom industrijskom revolucijom.

## Istorija
Izraz Četvrta industrijska revolucija prvi put su uveli tim naučnika koji su razvijali visokotehnološku strategiju za nemačku vladu. Klaus Švab, izvršni predsednik Svetskog ekonomskog foruma (WEF), je 2015. godine predstavio ovaj izraz širem auditorijumu u članku objavljenom u časopisu "Foreign Affairs". "Ovladavanje Četvrtom industrijskom revolucijom" bila je tema Godišnjeg sastanka Svetskog ekonomskog foruma 2016. godine u Davos-Klostersu, Švajcarska.
10. oktobra 2016. godine, Forum je objavio otvaranje Centra za Četvrtu industrijsku revoluciju u San Francisku. To je takođe bilo predmet i naslov Švabove knjige iz 2016. godine. Švab uključuje u ovu četvrtu eru tehnologije koje kombinuju hardver, softver i biologiju (kibernetičko-fizički sistemi) i ističe napredak u komunikaciji i povezanosti. Švab očekuje da će ova era biti obeležena napredovanjem u novim tehnologijama u oblastima poput robotike, veštačke inteligencije, nanotehnologije, kvantnog računarstva, biotehnologije, interneta stvari, industrijskog interneta stvari, decentralizovanog konsenzusa, bežičnih tehnologija pete generacije, 3D štampe i potpuno autonomnih vozila.
U predlogu "Velikog resetovanja" Svetskog ekonomskog foruma, Četvrta industrijska revolucija je uključena kao strateško saznanje u rešenju za održivo obnavljanje ekonomije nakon pandemije COVID-19.

### Prva industrijska revolucija
Prva industrijska revolucija obeležena je prelaskom sa ručnih proizvodnih metoda na mašine uz upotrebu parne i vodene energije. Implementacija novih tehnologija je trajala dugo, pa se period na koji se odnosi kretao između 1760. i 1820. godine, ili do 1840. u Evropi i Sjedinjenim Američkim Državama. Njene posledice su imale uticaj na tekstilnu industriju, koja je prva usvojila takve promene, kao i na gvozdenu industriju, poljoprivredu i rudarstvo. Ova revolucija takođe je imala i društvene posledice, poput jačanja srednje klase.

### Druga industrijska revolucija
Druga industrijska revolucija, poznata i kao Tehnološka revolucija, predstavlja period između 1871. i 1914. godine koji je rezultat izgradnje obimnih železničkih i telegrafske mreže, što je omogućilo brži transfer ljudi i ideja, kao i korišćenje električne energije. Povećana elektrifikacija je omogućila razvoj modernih proizvodnih linija u fabrikama. To je bio period velikog ekonomskog rasta, uz povećanje produktivnosti, ali je takođe doveo do porasta nezaposlenosti jer su mnogi radnici u fabrikama bili zamenjeni mašinama.

### Treća industrijska revolucija
Treća industrijska revolucija, takođe poznata kao Digitalna revolucija, dogodila se krajem 20. veka, nakon završetka dva svetska rata. Nastala je kao rezultat usporavanja industrijskog razvoja i tehnološkog napretka u poređenju sa prethodnim periodima. Proizvodnja računara Z1, koji je koristio binarne brojeve s pokretnom tačkom i Buleove logike, desetak godina kasnije, predstavljala je početak naprednijih digitalnih razvoja. Sledeći značajan razvoj u komunikacionim tehnologijama bio je superkompjuter, uz široku upotrebu računarskih i komunikacionih tehnologija u proizvodnom procesu; mašinerija je počela da zamenjuje potrebu za ljudskom snagom.

## Četvrta industrijska revolucija
U suštini, Četvrta industrijska revolucija je trend ka automatizaciji i razmeni podataka u tehnologijama i procesima proizvodnje, uključujući kibernetičko-fizičke sisteme (CPS), internet stvari (IoT), industrijski internet stvari, cloud računarstvo, kognitivno računarstvo i veštačku inteligenciju.
Mašine ne mogu zameniti dubinsko stručno znanje, ali često su efikasnije od ljudi u obavljanju ponavljajućih funkcija, a kombinacija mašinskog učenja i računarske snage omogućava mašinama da obavljaju veoma složene zadatke.
Četvrta industrijska revolucija (4IR) definiše se kao tehnološki razvoj u kibernetičko-fizičkim sistemima kao što su visokokapacitivna povezanost; novi načini interakcije između ljudi i mašina kao što su interfejsi osetljivi na dodir i sistemi virtuelne stvarnosti; poboljšanja u prenosu digitalnih instrukcija u fizički svet, uključujući robotiku i 3D štampanje (aditivnu proizvodnju); internet stvari (IoT); "velike podatke" i cloud računarstvo; sistem zasnovan na veštačkoj inteligenciji; poboljšanja i usvajanje autonomnih energetskih sistema van mreže: solarnih, vetrovnih, talasnih, hidroelektričnih i litijum-jonskih sistema za skladištenje obnovljive energije (ESS) i električnih vozila.
Četvrta industrijska revolucija obeležava početak doba mašte.

### Ključne teme
Industrija 4.0 povećava operativnu efikasnost. Četiri teme su predstavljene koje sažimaju Industriju 4.0:
- Interkonekcija - sposobnost mašina, uređaja, senzora i ljudi da se povežu i komuniciraju jedni s drugima putem interneta stvari (IoT) ili interneta ljudi (IoP).[29]
- Transparentnost informacija - transparentnost koju pruža tehnologija Industrije 4.0 omogućava operaterima da imaju sveobuhvatne informacije za donošenje odluka. Interkonektivnost omogućava operaterima da prikupe ogromne količine podataka i informacija sa svih tačaka u procesu proizvodnje, identifikuju ključna područja koja mogu imati koristi od poboljšanja kako bi se povećala funkcionalnost.[29]
- Tehnička podrška - tehnološka sposobnost sistema da pomažu ljudima u donošenju odluka i rešavanju problema, kao i sposobnost da pomognu ljudima u teškim ili nesigurnim zadacima.[30]
- Decentralizovane odluke - sposobnost kibernetičko-fizičkih sistema da samostalno donose odluke i obavljaju zadatke što je moguće autonomnije. Samo u slučaju izuzetaka, mešanja ili konflikta ciljeva, zadaci se delegiraju na viši nivo.[31]

### Jedinstvenost
Zastupnici Četvrte industrijske revolucije tvrde da je ona posebna revolucija, a ne samo produžetak Treće industrijske revolucije. To je zbog sledećih karakteristika:
- Brzina - eksponencijalna brzina kojom postojeće industrije bivaju pogođene i zamenjene.[12]
- Obim i uticaj na sisteme - veliki broj sektora i firmi koje su pogođene ovom revolucijom.[12]
- Promena paradigme u tehnološkoj politici - novi propisi dizajnirani za ovaj novi način poslovanja su prisutni. Primer je formalno priznanje Industrije 4.0 u politikama inovacija Singapura.

Kritičari koncepta odbacuju Industriju 4.0 kao marketinšku strategiju. Oni sugerišu da iako su revolucionarne promene prepoznatljive u određenim sektorima, do sada nema sistemskih promena. Takođe, tempo prepoznavanja Industrije 4.0 i prelazak politika varira među zemljama, a definicija Industrije 4.0 nije usklađena. Jedna od najpoznatijih figura je Džeremi Rifkin koji "se slaže da je digitalizacija ključna i definiciona tehnologija u onome što je postalo poznato kao Treća industrijska revolucija". Međutim, on tvrdi da "je evolucija digitalizacije jedva počela i da njena nova konfiguracija u obliku Interneta stvari predstavlja sledeću fazu njenog razvoja".

### Komponente
Primenom Četvrte industrijske revolucije ostvaruju se sledeći procesi:
- Mobilni uređaji
- Platforme za Internet stvari (IoT)
- Tehnologije za detekciju lokacije (elektronska identifikacija)
- Napredni interfejsi između čoveka i mašine
- Autentifikacija i otkrivanje prevara
- Pametni senzori
- Velika analitika i napredni procesi
- Interakcija sa korisnicima na više nivoa i profilisanje korisnika
- Proširena stvarnost/nosiva tehnologija
- Dostupnost računarskih resursa po zahtevu
- Vizualizacija podataka i "uživo" obuka na zahtev.

Ove tehnologije se uglavnom mogu sumirati u četiri glavne komponente koje definišu termin "Industrija 4.0" ili "pametna fabrika":
- Kibernetičko-fizički sistemi
- Internet stvari (IoT)
- Dostupnost računarskih resursa po zahtevu (npr. računarstvo u oblaku)
- Kognitivno računarstvo[33]

Industrija 4.0 povezuje širok spektar novih tehnologija kako bi stvorila vrednost. Korišćenjem kibernetičko-fizičkih sistema koji prate fizičke procese, može se dizajnirati virtuelna kopija fizičkog sveta. Karakteristike kibernetičko-fizičkih sistema uključuju sposobnost donošenja decentralizovanih odluka nezavisno, postizanje visokog stepena autonomije.
Vrednost koju stvara Industrija 4.0 može se osloniti na elektronsku identifikaciju, pri čemu pametna proizvodnja zahteva uključivanje određenih tehnologija u proizvodni proces kako bi se svrstala u razvojni put Industrije 4.0 i više ne bi bila samo digitalizacija.

### Primarni pokretači

#### Digitalizacija i integracija vertikalnih i horizontalnih lanaca vrednosti
Industrija 4.0 integriše procese vertikalno, preko cele organizacije, uključujući procese u razvoju proizvoda, proizvodnji, strukturiranju i uslugama; horizontalno, Industrija 4.0 obuhvata unutrašnje operacije od dobavljača do kupaca, kao i sve ključne partnere u lancu vrednosti.

#### Digitalizacija proizvoda i usluga
Integracija novih metoda prikupljanja i analize podataka - kao što je proširenje postojećih proizvoda ili kreiranje novih digitalizovanih proizvoda - pomaže kompanijama da generišu podatke o upotrebi proizvoda radi njihovog usavršavanja.

#### Digitalni poslovni modeli i pristup korisnicima
Zadovoljstvo korisnika je stalni, višestepeni proces koji zahteva modifikacije u realnom vremenu kako bi se prilagodio promenljivim potrebama potrošača.

## Trendovi

### Pametna fabrika
Pametna fabrika je vizija proizvodne okoline u kojoj se proizvodni pogoni i logistički sistemi organizuju bez ljudske intervencije.
Pametna fabrika više nije samo vizija. Dok različite modelne fabrike predstavljaju izvodljivost, mnoga preduzeća već praktično objašnjavaju, kroz primere, kako funkcioniše pametna fabrika.
Tehničke osnove na kojima se bazira pametna fabrika - inteligentna fabrika - su kibernetičko-fizički sistemi koji međusobno komuniciraju putem Interneta stvari i usluga. Važan deo ovog procesa je razmena podataka između proizvoda i proizvodne linije. To omogućava mnogo efikasnije povezivanje lanca snabdevanja i bolju organizaciju unutar svake proizvodne okoline.
Četvrta industrijska revolucija podstiče ono što se naziva "pametna fabrika". U okviru modularno strukturiranih pametnih fabrika, kibernetičko-fizički sistemi prate fizičke procese, stvaraju virtuelnu kopiju fizičkog sveta i donose decentralizovane odluke. Putem interneta stvari, kibernetičko-fizički sistemi komuniciraju i sarađuju međusobno i sa ljudima u sinhronom vremenu kako interno, tako i preko organizacionih usluga koje pružaju i koriste učesnici lanca vrednosti.

### Prediktivno održavanje
Industrija 4.0 takođe omogućava prediktivno održavanje, zahvaljujući upotrebi tehnologije i IoT senzora. Prediktivno održavanje - koje može identifikovati probleme sa održavanjem u realnom vremenu - omogućava vlasnicima mašina da obavljaju održavanje na efikasan način i da ga planiraju unapred pre nego što mašina izostane ili se ošteti. Na primer, kompanija u Los Anđelesu može saznati da li komad opreme u Singapuru radi sa nenormalnom brzinom ili temperaturom. Zatim mogu odlučiti da li je potrebno da se popravi.

### 3D štampanje
Kaže se da četvrta industrijska revolucija ima značajnu zavisnost od tehnologije 3D štampe. Neke prednosti 3D štampe za industriju su mogućnost štampanja raznih geometrijskih struktura i pojednostavljenje procesa dizajna proizvoda. Takođe, 3D štampanje je relativno ekološki prihvatljivo. U proizvodnji malih serija može smanjiti vreme isporuke i ukupne proizvodne troškove. Osim toga, može povećati fleksibilnost, smanjiti troškove skladištenja i pomoći kompaniji u usvajanju strategije poslovanja masovne prilagođenosti. Takođe, 3D štampanje može biti vrlo korisno za štampanje rezervnih delova i njihovu lokalnu instalaciju, čime se smanjuje zavisnost od dobavljača i smanjuje vreme isporuke.
Odlučujući faktor je brzina promene. Korelacija brzine tehnološkog razvoja i, kao rezultat toga, socioekonomskih i infrastrukturnih transformacija s ljudskim životom omogućava da se konstatuje kvalitativni skok u brzini razvoja, što označava prelazak u novo vremensko doba.

### Pametni senzori
Senzori i instrumentacija pokreću centralne sile inovacije, ne samo za Industriju 4.0, već i za druge "pametne" megatrendove, kao što su pametna proizvodnja, pametna mobilnost, pametni domovi, pametni gradovi i pametne fabrike.
Pametni senzori su uređaji koji generišu podatke i omogućavaju daljnju funkcionalnost, od samopraćenja i samo-konfiguracije do praćenja stanja složenih procesa. Sa mogućnošću bežične komunikacije, oni smanjuju napor pri instalaciji i pomažu u ostvarivanju guste mreže senzora.
Važnost senzora, merenja i pametne evaluacije za Industriju 4.0 prepoznata je i priznata od strane raznih stručnjaka, što je već dovelo do izjave "Industrija 4.0: ništa ne ide bez senzorskih sistema."
Međutim, postoje neki problemi, poput grešaka u sinhronizaciji vremena, gubitka podataka i suočavanja sa velikom količinom prikupljenih podataka, što ograničava implementaciju potpuno funkcionalnih sistema. Osim toga, dodatno ograničenje ovih funkcionalnosti predstavlja baterijsko napajanje. Jedan primer integrisanja pametnih senzora u elektronske uređaje je slučaj pametnih satova, gde senzori prikupljaju podatke o kretanju korisnika, obrađuju podatke i pružaju korisniku informacije o broju koraka koje su prešli u toku dana, kao i pretvaraju podatke u potrošene kalorije.

### Poljoprivreda i prehrambena industrija
Pametni senzori u ovim oblastima su još uvek u fazi testiranja. Ovi inovativni povezani senzori prikupljaju, tumače i komuniciraju dostupne informacije na poljima (površina lista, vegetacijski indeks, hlorofil, vlažnost, temperatura, vodeni potencijal, zračenje). Na osnovu ovih naučnih podataka, cilj je omogućiti praćenje u realnom vremenu putem pametnog telefona sa nizom saveta koji optimizuju upravljanje poljoprivrednim površinama u smislu rezultata, vremena i troškova. Na farmi, ovi senzori se mogu koristiti za otkrivanje faza rasta useva i preporučivanje unosima i tretmanima u pravo vreme, kao i za kontrolu nivoa navodnjavanja.
Prehrambena industrija zahteva sve više sigurnosti i transparentnosti, pri čemu je potrebna potpuna dokumentacija. Ova nova tehnologija se koristi kao sistem praćenja, kao i za prikupljanje ljudskih podataka i podataka o proizvodima.

### Ubrzani prelazak na ekonomiju znanja
Ekonomija znanja je ekonomski sistem u kojem se proizvodnja i usluge uglavnom zasnivaju na aktivnostima sa visokim stepenom znanja koje doprinose ubrzanom tempu tehnološkog i naučnog napretka, kao i brzom zastarevanju. Industrija 4.0 olakšava tranziciju ka ekonomiji znanja povećavajući oslanjanje na intelektualne sposobnosti umesto na fizičke resurse ili prirodne resurse.

## Izazovi
Izazovi u implementaciji Industrije 4.0:

### Ekonomski
- Visoki ekonomski troškovi
- Prilagođavanje poslovnog modela
- Nejasne ekonomske koristi/prekomerne investicije[49][50]

### Društveni
- Brige o privatnosti
- Nadzor i nepoverenje
- Opšti otpor prema promenama od strane zainteresovanih strana
- Pretnja zastarelosti korporativnog IT odeljenja
- Gubitak mnogih poslova zbog automatskih i IT kontrolisanih procesa, posebno za radnike plave boje.[49][50][51]
- Povećan rizik od rodne nejednakosti u profesijama čije su poslovne uloge najosetljivije na zamenu AI[52][53]

### Politički
- Nedostatak regulative, standarda i oblika sertifikacije
- Nejasna pravna pitanja i sigurnost podataka[49][50]

### Organizacioni
- Pitanja IT bezbednosti, koja se znatno pogoršavaju zbog potrebe da se otvore prethodno zatvorene proizvodne radionice
- Pouzdanost i stabilnost potrebne za kritičnu komunikaciju između mašina (M2M), uključujući veoma kratka i stabilna vremena kašnjenja
- Potreba održavanja integriteta procesa proizvodnje
- Potreba za izbegavanjem bilo kakvih IT problema, jer bi oni uzrokovali skupe prekide u proizvodnji
- Potreba za zaštitom industrijskog znanja (sadržanog i u kontrolnim fajlovima za industrijsku automatizaciju)
- Nedostatak odgovarajućih veština za ubrzanje prelaska ka četvrtoj industrijskoj revoluciji
- Niska posvećenost vrhnjeg menadžmenta
- Nedovoljna kvalifikacija zaposlenih[49][50]

## Zemaljske primene
Mnoge zemlje su uspostavile institucionalne mehanizme radi podsticanja usvajanja tehnologija Industrije 4.0. Na primer,

### Australija
Australija ima Agenciju za digitalnu transformaciju (osnovana 2015. godine) i Taskforce za Industriju 4.0 premijera (osnovana 2016. godine), koja promoviše saradnju sa industrijskim grupama u Nemačkoj i Sjedinjenim Američkim Državama.

### Nemačka
Izraz "Industrie 4.0", skraćeno I4.0 ili jednostavno I4, potiče iz 2011. godine iz projekta u visokotehnološkoj strategiji nemačke vlade i odnosi se specifično na tu projektnu politiku, a ne na širi pojam Četvrte industrijske revolucije, koja promoviše kompjuterizaciju proizvodnje. Izraz "Industrija 4.0" javno je predstavljen iste godine na Sajmu u Hanoveru. Čuveni nemački profesor Wolfgang Wahlster ponekad se naziva tvorcem izraza "Industrija 4.0". U oktobru 2012. godine, Radna grupa za Industriju 4.0 je predstavila set preporuka za implementaciju Industrije 4.0 nemačkoj saveznoj vladi. Članovi radne grupe i partneri su priznati kao osnivači i pokretačka snaga Industrije 4.0. 8. aprila 2013. godine na Sajmu u Hanoveru, predstavljen je konačni izveštaj Radne grupe za Industriju 4.0. Ovu radnu grupu predvodili su Siegfried Dais iz Robert Bosch GmbH i Henning Kagermann iz Nemačke akademije nauke i inženjeringa.
Kako su principi Industrije 4.0 primenjeni u kompanijama, ponekad su dobili drugačije nazive. Na primer, proizvođač delova za vazduhoplovstvo Meggitt PLC je svoj istraživački projekat Industrije 4.0 brendirao kao M4.
Diskusija o tome kako će prelazak na Industriju 4.0, posebno digitalizacija, uticati na tržište rada se u Nemačkoj vodi pod nazivom Rad 4.0.
Savezna vlada u Nemačkoj putem ministarstava BMBF i BMWi prednjači u razvoju politike Industrije 4.0 (I4.0). Objavljivanjem postavljenih ciljeva i zadataka koje preduzeća treba da postignu, nemačka savezna vlada pokušava da usmeri digitalnu transformaciju. Međutim, postoji jaz između saradnje nemačkih preduzeća i njihovog poznavanja ovih postavljenih politika. Najveći izazov s kojim se MSP-ovi u Nemačkoj trenutno suočavaju u vezi sa digitalnom transformacijom svojih proizvodnih procesa jeste osiguravanje konkretnog IT i aplikativnog okruženja koje će podržati dalje napore u digitalnoj transformaciji.
Karakteristike nemačke vlade u strategiji Industrije 4.0 uključuju snažnu prilagođenost proizvoda uz uslove visoko fleksibilne (masovne) proizvodnje. Potrebna automatizacija tehnologija se poboljšava uvođenjem metoda samooptimizacije, samokonfiguracije, samodijagnostike, kognicije i inteligentne podrške radnicima u sve složenijem radu. Najveći projekat u Industriji 4.0 do jula 2013. godine je klaster "Inteligentni tehnički sistemi Ostvestfalija-Lipe (its OWL)" koji vodi Savezno ministarstvo obrazovanja i istraživanja Nemačke (BMBF). Još jedan veliki projekat je projekat RES-COM BMBF, kao i klaster izvrsnosti "Integrativna proizvodna tehnologija za zemlje sa visokim platama". 2015. godine, Evropska komisija je započela međunarodni istraživački projekat Horizont 2020 pod nazivom CREMA (Pružanje fleksibilne proizvodnje zasnovane na oblaku na osnovu XaaS i modela oblaka) kao glavnu inicijativu za promovisanje teme Industrije 4.0.

### Estonija
U Estoniji, digitalna transformacija nazvana "Četvrta industrijska revolucija" od strane Klausa Švaba i Svetskog ekonomskog foruma 2015. godine započela je obnovom nezavisnosti 1991. godine. Iako su kasnili sa informacionom revolucijom zbog 50 godina sovjetske okupacije, Estonija je skočila u digitalnu eru, gotovo potpuno preskačući analogne veze. Rane odluke koje je doneo premijer Mart Laar o ekonomskom razvoju zemlje dovele su do osnivanja onoga što danas poznajemo kao e-Estonija, jedne od najnaprednijih digitalnih nacija na svetu.
Prema ciljevima postavljenim u Estonskoj digitalnoj agendi 2030. godine, sledeći koraci u digitalnoj transformaciji zemlje će biti prelazak na događajno zasnovane i proaktivne usluge, kako u privatnom tako i u poslovnom okruženju, kao i razvoj zelene, AI-osnažene i ljudski centrirane digitalne vlade.

### Indonezija
Još jedan primer je "Making Indonesia 4.0", sa fokusom na poboljšanje industrijske performanse.

### Južna Afrika
Južna Afrika je 2019. godine imenovala Predsedničku komisiju za Četvrtu industrijsku revoluciju, koja se sastoji od oko 30 zainteresovanih strana sa akademskom, industrijskom i vladinom pozadinom. Južna Afrika takođe je uspostavila Međuministarski komitet za Industriju 4.0.

### Južna Koreja
Republika Koreja ima Predsednički komitet za Četvrtu industrijsku revoluciju od 2017. godine. Strateški plan I-Koreja Republike Koreje (2017) fokusira se na nove pokretače rasta koji uključuju veštačku inteligenciju, bespilotne letelice i autonomna vozila, u skladu sa inovacionom ekonomskom politikom vlade.

### Španija
Pogledajte nauku i tehnologiju u Španiji.

### Uganda
Uganda je u oktobru 2020. godine usvojila sopstvenu Nacionalnu strategiju za Četvrtu industrijsku revoluciju (4IR) sa naglaskom na e-vladu, upravljanje urbanim područjima (pametni gradovi), zdravstvo, obrazovanje, poljoprivredu i digitalnu ekonomiju. Kako bi podržala lokalne poslovne subjekte, vlada je razmatrala uvođenje zakona o lokalnim startapima 2020. godine koji bi zahtevao od svih računovodstvenih službenika da prvo iskoriste lokalno tržište pre nabavke digitalnih rešenja iz inostranstva.

### Velika Britanija
U političkom dokumentu objavljenom 2019. godine, "Regulacija za Četvrtu industrijsku revoluciju", britansko Ministarstvo za poslovanje, energiju i industrijsku strategiju naglasilo je potrebu za evolucijom postojećih regulatornih modela kako bi ostali konkurentni u evoluirajućem tehnološkom i društvenom okruženju.

### Sjedinjene Američke Države
Departman za domovinsku bezbednost (DHS) je 2019. godine objavio rad pod nazivom "The Industrial Internet of Things (IIOT): Mogućnosti, rizici, umanjivanje". Osnovni delovi kritične infrastrukture sve više se digitalizuju radi veće povezanosti i optimizacije. Stoga je njegova implementacija, rast i održavanje moraju pažljivo planirani i zaštićeni. Rad ne samo da raspravlja o primenama IIOT-a, već i o povezanim rizicima. Predložene su neke ključne oblasti gde je moguće umanjiti rizike. Da bi se povećala koordinacija između javnosti, privatnog sektora, organa reda, akademske zajednice i drugih zainteresovanih strana, DHS je osnovao Nacionalni centar za kibernetičku bezbednost i komunikacije (NCCIC).

## Primene u industriji
Aeroindustrija je ponekad opisivana kao "premala za opsežnu automatizaciju". Međutim, principi Industrije 4.0 su istraživani od strane nekoliko aeroindustrijskih kompanija, a razvijene su tehnologije koje poboljšavaju produktivnost tamo gde visoki početni trošak automatizacije nije opravdan. Jedan primer za to je projekat M4 kompanije Meggitt PLC, proizvođača delova za avioindustriju.
Povećana upotreba industrijskog interneta stvari se naziva Industrija 4.0 kod kompanije Bosch i generalno u Nemačkoj. Primene uključuju mašine koje mogu predvideti kvarove i pokrenuti procese održavanja autonomno, kao i samoorganizovanu koordinaciju koja reaguje na neočekivane promene u proizvodnji. Bosch je 2017. godine lansirao Connectory, inkubator inovacija smešten u Čikagu, Ilinois, koji se specijalizuje za internet stvari, uključujući Industriju 4.0.
Industrija 4.0 je inspirisala Inovaciju 4.0, što je pomak ka digitalizaciji u oblasti akademskog istraživanja i razvoja. 2017. godine, na Univerzitetu u Liverpulu otvoren je Materials Innovation Factory (MIF) u vrednosti od 81 milion funti, koji predstavlja centar za nauku o materijalima pomoću računara, gde se robotizovane formulacije, prikupljanje podataka i modeliranje integrišu u praksu razvoja.

## Kritika
S kontinuiranim razvojem automatizacije svakodnevnih zadataka, neki su prepoznali vrednost upravo suprotnog od automatizacije, gde se više ceni ručno izrađeni proizvod u odnosu na one koji su uključivali automatizaciju. Ova procena se naziva IKEA efekat, termin koji su skovali Michael I. Norton sa Harvard Business School, Daniel Mochon sa Yalea i Dan Ariely sa Duke univerziteta.